# Epanadiplosis
Een epanadiplosis (ook cirkel of verdubbeling) is een stijlfiguur waarbij dezelfde woorden aan het begin en het einde van een couplet, alinea of de gehele tekst staan. 
De epanadiplosis lijkt veel op de kyklos. Daar staan de herhaalde woorden dichter op elkaar, zoals in een versregel.